# Doctor Raúl Peña (Paraguay)
Doctor Raúl Peña es un distrito ubicado en el sur del departamento de Alto Paraná. Su actividad económica se centra en la agricultura y ganadería. Formó parte del territorio de Naranjal como una colonia, hasta que a través de la ley 4725, promulgada el 11 de septiembre de 2012 por el Poder Ejecutivo se convierte en distrito.
Fue fundada en 1977 por el inmigrante brasileño Plinio Kleeman bajo el nombre de Nueva Rondon, quien a su vez era descendiente de inmigrantes alemanes que se asentaron en el distrito de Marechal Cândido Rondon, Estado de Paraná (Brasil).
Dr. Raúl Peña anteriormente pertenecía al distrito de Naranjal, también de Alto Paraná, y lleva el nombre en honor a uno de los más prestigiosos doctores que tuvo el país, Dr. Raúl Peña del Molino Torres (1904-1984), hijo del expresidente Pedro P. Peña y descendiente directo de José Gaspar Rodríguez de Francia.
Hoy en día esta ciudad está poblada por descendientes de aquellos inmigrantes italo-brasileros o germano-brasileros que llegaron a las fértiles tierras de Alto Paraná. En su gente puede verse la diversidad de razas y culturas porque se misturan mayormente la paraguaya y brasilera. Es un distrito netamente agrícola donde sus habitantes se dedican a trabajar la mayor parte del día y uno aquí aprecia su hospitalidad y cordialidad.
El Santo Patrono es San Roque y se lo recuerda cada 16 de agosto. Sin embargo la fiesta en su honor se realiza el último domingo de agosto, denominada "Fiesta del Lechón Maturado" y se trata de uno de los festejos más grandes de la región donde cocinan el cerdo de una forma única en el país, receta que provino de Itapejara (Brasil).
La Iglesia de la Parroquia de Raúl Peña es una belleza por su arquitectura y sus tres torres que ofrecen un formato totalmente distinto a la mayoría de las iglesias del país.

## Límites
- Al norte limita con el Distrito de Naranjal.
- Al noreste limita con el Distrito de Iruña.
- Al Sur limita con el Departamento de Itapúa.